# Cobalt (jeu vidéo)
Pour les articles homonymes, voir Cobalt (homonymie).
 (avril 2017).
Si vous disposez d'ouvrages ou d'articles de référence ou si vous connaissez des sites web de qualité traitant du thème abordé ici, merci de compléter l'article en donnant les références utiles à sa vérifiabilité et en les liant à la section « Notes et références ».
 (24 novembre 2017).
Cobalt est un jeu vidéo d'action à défilement horizontal développé par Oxeye Game Studio et édité par Mojang, sorti le 2 février 2016 sur Windows. En plus des versions ordinateur, un portage sur Xbox 360 et Xbox One est développé par Fatshark. Cobalt est le fruit d'Oxeye Game Studio, qui se compose de Jens Bergensten, Daniel Brynolf, et Pontus Hammarberg.

## Système de jeu
Cobalt dispose de plusieurs modes de jeu différents, tels que la capture Plug (une variation de la capture du drapeau), Deathmatch, TeamStrike (avec une seule vie chacun, inspiré par Counter-Strike), Survie, et une prochaine mode Aventure. Avec ces caractéristiques, les joueurs peuvent créer leurs propres cartes avec l'éditeur de carte dans le jeu.
Le joueur incarne le personnage principal connu sous le nom de Cobalt. Certains mécanismes clés du jeu comprennent le bullet time (pour dévier les balles) et les poings qui peuvent infliger des dégâts, de frapper en arrière et avoir des explosifs. Un joueur peut enchainer un ensemble d’ennemis pour avancer dans un niveau de jeu.

## Développement

### Alpha
Cobalt est initialement proposé dans sa phase alpha de développement. Les mises à jour vers des versions ultérieures du jeu sont gratuites. La version alpha était initialement uniquement disponible pour le système d'exploitation Windows. Une version Mac OS X est sortie le 27 juin 2013.
Les principaux objectifs de l'alpha version sont :
- Multijoueur en local ;
- Présentation à la fois le solo et le mode aventure en coopération ;
- Présentation de l'éditeur de niveau.

### Bêta
Des fonctionnalités supplémentaires seront disponibles dans la phase bêta, y compris un éditeur entièrement fonctionnel de niveau (et de multiples éditeurs), le partage de niveau dans le jeu entre les joueurs ainsi que les versions Mac OS X et Linux du jeu. Parmi ceux-ci, les éditeurs et le port OS X sont sortis au cours de la phase alpha.

### Version finale
La version finale du jeu comprend des outils pour le partage de contenu généré par l'utilisateur, un mode complet d'aventure principale, et aussi le multijoueur informatique.

### Versions Xbox
Le 20 août 2013, la version de la console de Cobalt a été annoncé lors de l'événement Xbox One de Microsoft à la gamescom 2013. Le jeu est porté sur la Xbox 360 et Xbox One par Fatshark.